# Gnomophalium pulvinatum
Gnomophalium pulvinatum là một loài thực vật có hoa trong họ Cúc. Loài này được (Delile) Greuter mô tả khoa học đầu tiên năm 2003.